# Подсадная утка
Подсадны́е у́тки — породная группа домашних уток, внешне похожих на диких уток-крякв, и использующихся для охоты на водоплавающую дичь. Охота с подсадной уткой — традиционная русская охота, при которой охотник высаживает подсадных на воду (на реке, озере, болоте, иногда просто луже), а сам прячется в укрытии (шалаше), сделанном из подручного маскировочного материала (елового лапника, сухой травы, камыша). Подсадная утка голосом и всем своим видом приманивает диких уток, которых охотник после их посадки на воду стреляет. Дополнительно к уткам на воду высаживаются деревянные чучела, имитирующие водоплавающих птиц. Также иногда эта охота производится из замаскированной лодки.
Подсадная утка должна обладать чистым, низким, громким и густым голосом. Непригодны для охоты утки хриплые, с тихим или неприятным на слух голосом, а тем более утки, неохотно отдающие голос. Утка должна уверенно чувствовать себя на незнакомых водоёмах, не пугаться выстрелов и вида убитых диких уток.
Подсадные издают два основных типа сигналов, один из которых называется у охотников «квачкой» (размеренное постоянное покрякивание, вызов), а другой «осадкой» (короткий азартный крик, адресованный конкретной пролетающей птице). Чаще всего в России практикуется весенняя охота с подсадной. При этой охоте добываются исключительно самцы (селезни) уток, что делает её минимально вредной для популяций водоплавающей дичи.
В России имеется несколько породных групп подсадных уток, отличающихся внешне и по географическим районам разведения: Семеновская (Нижегородская), Саратовская, Пензенская, Воронежская, Тульская. Наиболее известны нижегородские (семёновские) и тульские подсадные утки. Они же и отличаются наилучшими рабочими качествами.

## Переносное значение
Термин используется и в переносном значении, когда говорят о ком-либо, подосланном с целью получения информации, вхождения в доверие к лицам, схожим с «подсадной уткой» по статусу, национальности и прочему.